# Джек О'Коннелл
Джек О'Коннелл (англ. Jack O'Connell; 1 серпня 1990, Дербі, Англія) — англійський актор. Лауреат премії BAFTA у категорії «Зірка, що сходить» (2015). Знаний за ролями у телесеріалах «Скінс» (2009—2013), «Забуті Богом» (2017), «Північні води» (2021), кінофільмах «71» (2014), «Нескорений» (2014), «Грошова пастка» (2016), «Емі Вайнгауз: Back To Black» (2024), «Грішники» (2025).

## Біографія
Кар'єру актора почав у 2005 році, знявшись в епізоді мильної опери «Лікарі» та чотирьох епізодах серіалу «Чисто англійське вбивство».
У 2006 році дебютував у великому кіно, знявшись у фільмі «Це Англія». 2007 року грав епізодичні ролі в телесеріалах «Waterloo Road», «Holby City» і «Wire in the Blood».
У 2008 році О'Коннелл знявся у фільмі жахів «Райське озеро», а 2009 — у трилері «Гаррі Браун».
У 2009—2013 роках знімався в молодіжному серіалі «Скінз» в ролі Джеймса Кука. 2010 року за цю роль отримав премію «TV Choice» у номінації «Найкращий актор».
2011 року зіграв Боббі Чарльтона у фільмі «Юнайтед». 2014 року знявся у фільмі «300 Спартанців: Розквіт Імперії», зігравши роль Калісто, а також у трилері «71». Того ж року зіграв головну роль у фільмі Анджеліни Джолі «Нескорений», за що отримав премію BAFTA у категорії «Зірка, що сходить».
У 2016 році виконав головну роль у трилері «Грошова пастка», у 2017 році — головну роль у мінісеріалі «Забуті Богом». У 2021 році зіграв головні ролі у драмі «Маленька рибка» та мінісеріалі «Північні води».
У 2024 році виконав головну чоловічу роль у біографічному фільмі «Емі Вайнгауз: Back To Black». У 2025 році зіграв головну негативну роль у фільмі жахів «Грішники» та епізодичне камео в «28 років по тому».

## Фільмографія
| Рік       |    | Українська назва                | Оригінальна назва               | Роль                       |
| --------- | -- | ------------------------------- | ------------------------------- | -------------------------- |
| 2005      | с  | Лікарі                          | Doctors                         | Коннор Йейтс (S7-E19)      |
| 2005      | с  | Чисто англійське вбивство       | The Bill                        | Росс Трескот (4 епізоди)   |
| 2006      | ф  | Це Англія                       | This is England                 | П'юк                       |
| 2007      | с  | Ватерлоо-роуд                   | Waterloo Road                   | Дейл Бакстер (S2-E9)       |
| 2007      | с  | Голбі Сіті                      | Holby City                      | Дейві Хант (S4-E15)        |
| 2008      | ф  | Райське озеро                   | Eden Lake                       | Бретт                      |
| 2009      | ф  | Гаррі Браун                     | Harry Brown                     | Маркі                      |
| 2009      | тф | Грозовий перевал                | Wuthering Heights               | пастух                     |
| 2009—2013 | с  | Скінс                           | Skins                           | Джеймс Кук (18 епізодів)   |
| 2011      | тф | Юнайтед                         | United                          | Боббі Чарлтон              |
| 2011      | с  | Втікач                          | The Runaway                     | Імон Докерті (6 епізодів)  |
| 2012      | ф  | Хмарочос смерті                 | Tower Block                     | Кертіс                     |
| 2012      | ф  | Рядовий Пісфул                  | Private Peaceful                | Чарльз Пісфул              |
| 2013      | ф  | Боржник                         | The Liability                   | Адам                       |
| 2013      | ф  | Від дзвінка до дзвінка          | Starred Up                      | Ерік Лав                   |
| 2014      | ф  | 71                              | '71                             | Ґері Хук                   |
| 2014      | ф  | 300 Спартанців: Розквіт Імперії | 300: Rise of an Empire          | Калісто                    |
| 2014      | ф  | Нескорений                      | Unbroken                        | Луї Замперіні              |
| 2016      | кф | Дім                             | Home                            | Джек                       |
| 2016      | ф  | Грошова пастка                  | Money Monster                   | Кайл Бадвелл               |
| 2017      | ф  | Людина із залізним серцем       | The Man with the Iron Heart     | Ян Кубіш                   |
| 2017      | ф  | Тюльпанова лихоманка            | Tulip Fever                     | Вільям                     |
| 2017      | с  | Забуті Богом                    | Godless                         | Рой Гуд (7 епізодів)       |
| 2018      | ф  | Випробування вогнем             | Trial by Fire                   | Кемерон Тодд Віллінгем     |
| 2019      | ф  | Проти всіх ворогів              | Seberg                          | Джек Соломон               |
| 2019      | ф  | Без правил                      | Jungleland                      | Волтер «Лев» Камінський    |
| 2021      | с  | Північні води                   | The North Water                 | Патрік Самнер (5 епізодів) |
| 2021      | ф  | Маленька рибка                  | Little Fish                     | Олівер Меллорс             |
| 2022      | ф  | Коханець леді Чаттерлі          | Lady Chatterley’s Lover         | Джейд                      |
| 2022—2025 | с  | Герої пройдиствіти              | SAS: Rogue Heroes               | Джеймс Кук (2 сезони)      |
| 2023      | ф  | Феррарі                         | Ferrari                         | Пітер Коллінз              |
| 2024      | ф  | Емі Вайнгауз: Back To Black     | Back to Black                   | Блейк Філдер-Сівіл         |
| 2025      | ф  | Грішники                        | Sinners                         | Реммік                     |
| 2025      | ф  | 28 років по тому                | 28 Years Later                  | Сер Джиммі Крістал         |
| 2026      | ф  | 28 років потому: Кістяний храм  | 28 Years Later: The Bone Temple | Сер Джиммі Крістал         |
| 2027      | ф  | Ґодзілла та Конґ: Супернова     | Godzilla x Kong: Supernova      |                            |

## Нагороди та номінації
| Рік  | Нагорода                              | Категорія                               | Назва           | Результат |
| ---- | ------------------------------------- | --------------------------------------- | --------------- | --------- |
| 2008 | Fright Meter Awards                   | Найкращий актор другого плану           | «Райське озеро» | Перемога  |
| 2009 | Кінофестиваль «Фанташпорту»           | Найкращий актор                         | «Райське озеро» | Перемога  |
| 2010 | Телевізійний фестиваль у Монте-Карло  | Видатний актор — драматичний телесеріал | «Скінс»         | Номінація |
| 2010 | Нагорода «TV Quick»                   | Найкращий актор                         | «Скінс»         | Перемога  |
| 2013 | Премія британського незалежного кіно  | Найкращий актор                         | «Малолітка»     | Номінація |
| 2014 | Дублінський міжнародний кінофестиваль | Найкращий актор                         | «Малолітка»     | Перемога  |
| 2014 | «Кінопремії Голлівуду»                | Премія «Новий Голлівуд»                 | «Нескорений»    | Перемога  |